# Freddy Rodríguez
Freddy Rodriguez (Chicago, 17 de Janeiro de 1975) é um ator americano.

## Filmografia

### Cinema
- A Walk in the Clouds (1995)
- Dead Presidents (1995)
- The Pest (1997)
- Can't Hardly Wait (1998)
- Payback (1999)
- For Love or Country: The Arturo Sandoval Story (2001)
- Beyond the City Limits (2002)
- Dallas 362 (2003)
- Havoc (2005)
- Dreamer (2005)
- Harsh Times (2005)
- Poseidon (2006)
- Lady in the Water (2006)
- Bobby (2006)
- Grindhouse - Planet Terror (2007)
- Bottle Shock (2008)
- Nothing Like the Holidays (2008)

### Televisão
- Party of Five (3 episódios, 1999) - Albert
- Six Feet Under (62 episódios, 2001-2005) - Federico Diaz
- Scrubs (3 episódios, 2003-2004) - Mark Espinosa
- ER (1 episódio, 2007) - Simon
- Ugly Betty (12 episódios, 2007-2008) - Giovanni Rossi
- The Night Shift (2014-2015) - Michael Ragosa
- Bull (2016-2021) - Ben Colon